# 28 cm SK L/40 "Bruno"
Il 28 cm Schnelladekanone Länge 40 "Bruno", abbreviato in 28 cm SK "Bruno", era un cannone ferroviario tedesco. Fu impiegato durante la prima guerra mondiale sul fronte occidentale e nella difesa costiera delle Fiandre occupate. Il Belgio ricevette quattro pezzi come riparazione di guerra. All'inizio della seconda guerra mondiale, con la resa di quest'ultimo durante la campagna di Francia, due dei cannoni belgi recuperati dalla Wehrmacht furono assegnati alla difesa dell'estuario della Gironda, dove rimasero fino alla fine del conflitto. Faceva parte, insieme ad altri tre modelli, della famiglia di cannoni tedeschi da 28 cm K (E) Bruno della seconda guerra, per distinguerlo dai quali veniva denominato kurze Bruno-Kanone o k.Br.K..

## Storia
I cannoni da 28 cm SK L/40 erano l'armamento principale delle navi classe Deutschland e Braunschweig, ma furono trasferiti dalla Kaiserliche Marine all'Esercito Imperiale quando le pre-dreadnoughts iniziarono ad andare in disarmo e ad essere relegati a ruoli addestrativi, dopo che la battaglia dello Jutland ne aveva dimostrato l'inadeguatezza per la guerra navale contemporanea. Una delle modifiche apportate per l'uso terrestre fu l'introduzione di un grosso contrappeso appena dietro agli orecchioni per bilanciare il peso della bocca da fuoco; questa soluzione, pesante ma semplice, evitò l'adozione di equilibratori.
Nel 1917, il primo di quattro cannoni, sbarcati dalla SMS Lothringen, fu incavalcato su un impianto tipo Bettungsschiessgerüst (BGS, piattaforma di tiro), destinato alla difesa costiera della Batterie "Graf Spee", nell'isola di Wangerooge. Il BGS era un impianto semi-trasportabile, che poteva essere piazzato con alcune settimane di lavoro di preparazione. La struttura a trave, che portava l'affusto, era collegata anteriormente tramite una piastra ad un perno rotante, mentre posteriormente poggiava tramite due rulli su una guida metallica semicircolare. Alcuni erano dotati di scudo.
Venti cannoni, provenienti dalle navi da battaglia SMS Braunschweig, SMS Hessen, SMS Preussen, SMS Deutschland, SMS Schlesien e SMS Schleswig-Holstein, furono installati su Eisenbahn und Bettungsschiessgerüst (E.u.B., piattaforma ferroviaria e di tiro), impiegata con successo da altri cannoni ferroviari tedeschi.

## Impiego operativo

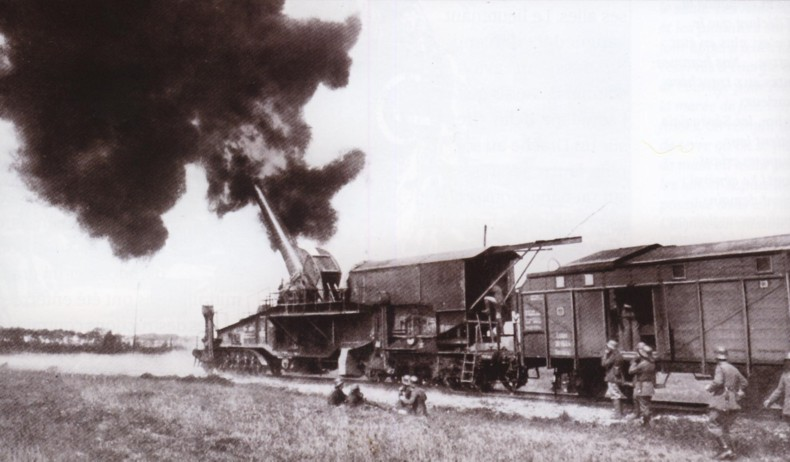
Un "Bruno" fa fuoco. Visibile il martinetto sulla parte anteriore dell'affusto. L'estremità anteriore del tetto della vettura munizioni è stato fatto scorrere indietro per permettere alla rotaia sospesa del paranco di caricare le munizioni.

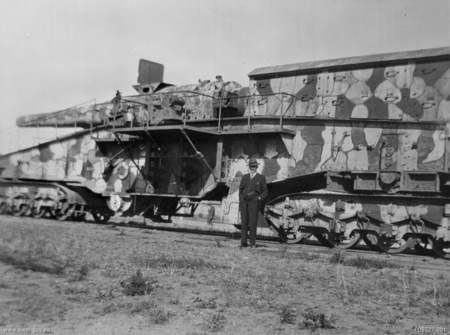
L'"Amiens Gun" esposto a Canberra.

La Kaiserliche Marine gestì direttamente la maggior parte dei "Bruno" per la difesa costiera, soprattutto nelle Fiandre occupate, a protezione di Ostenda e Zeebrugge. Il Matrosen Artillerie Regiment 1. (1º reggimento marinai artiglieri) difendeva quest'ultima con la Batterie "Hessen" (3 o 4 cannoni) e "Braunschweig" (4 cannoni "Bruno"). Le stesse fonti non sono concordi sul numero di cannoni assegnati alla Batterie "Hannover" (3 or 4 cannoni "Bruno") ed alla Batterie "Preussen" (4 cannoni), schierate ad Ostenda alle dipendenze del Matrosen Artillerie Regiment 2. La Batterie "Rossbach", con 2 cannoni, entrò in azione contro gli inglesi durante l'offensiva di primavera in marzo-aprile 1918.
Solo due "Bruno" furono ceduti all'Esercito imperiale, dove equipaggiarono la Batterie 746. e la Bayerische Batterie 1005. (1005ª batteria bavarese). Il cannone di quest'ultima, sbarcato dalla SMS Hessen ed incavalcata sull'E.u.B. n. 7, fu catturato dalle truppe australiane l'8 agosto 1918; conosciuto come "Amiens Gun", la sua canna è oggi esposta a Canberra, in Australia.
Dopo l'armistizio di Compiègne siglato l'11 novembre 1918, una batteria di 4 "Bruno" di stanza in Belgio chiese asilo ai Paesi Bassi. I pezzi furono ceduti al Belgio come riparazione di guerra. Altri 6 furono invece distrutti nel 1921-1922 dalla Commissione militare interalleata di controllo.
Dopo la resa del Belgio il 28 maggio 1940, due "Bruno" furono usati dalla Batterie 655. dello Heer, tra l'8 ed il 10 giugno, per bombardare Brimont e Reims da Amifontaine. Durante queste operazioni, un cannone fu distrutto dall'esplosione prematura di un proiettile nella canna. Alla fine del 1941, due "Bruno" vennero assegnati alla Batterie 721. e stazionarono a Le Verdon-sur-Mer, alle dipendenze del Artilleriegruppe Gironde-Süd responsabile della difesa dell'estuario della Gironda. In conseguenza dell'sbarco in Normandia, la batteria riuscì a ritirarsi in Germania il 1 settembre 1944, ma niente si sa sulle eventuali azioni successive.

## Tecnica
La E.u.B. poteva sparare da qualsiasi adeguato tratto di ferrovia, sulla quale venivano imbullonati dei cunei ricurvi per l'assorbimento delle energie residue non assorbite dal freno di sparo idraulico della culla, oppure poteva essere messa in batteria su una piattaforma di tiro. La struttura a trave, che sosteneva l'affusto, poggiava su due carrelli ferroviari a 5 assi; inoltre per l'installazione su piattaforma di tiro, sotto alla parte anteriore della trave era installato una piastra circolare, mentre due grossi rulli erano posizionati ai lati della parte posteriore.

## Munizionamento
Le munizioni venivano movimentate sulla E.u.B. tramite una cucchiaia munita di maniglioni laterali, di ruote e di un occhiello, in modo la munizione poteva essere trasportata a mano o essere spinta fino al carro ed infine sollevata tramite un paranco, scorrevole su una rotaia aerea estensibile che univa il pianale del carro munizioni alla culatta del cannone. La cucchiaia veniva poi agganciata alla culatta per permettere la calcata manuale del proietto e della carica di lancio. Per eseguire il caricamento il cannone doveva essere portato ogni volta ad alzo 0°. La munizione era del tipo navale tedesco, con carica di lancio separata dal proietto, costituita da una carica principale in bossolo di ottone ed una aggiuntiva in sacchetto di seta.
| Nome granata                                   | Tipo                                                                       | Peso   | Carica esplosiva | Velocità alla volata | Gittata  |
| ---------------------------------------------- | -------------------------------------------------------------------------- | ------ | ---------------- | -------------------- | -------- |
| Sprenggranate L/2.9 m. Bdz.                    | Granata ad alto esplosivo, spoletta posteriore                             | 240 kg | 15,9 kg          | 785 m/s              | 20.050 m |
| Sprenggranate L/4.4 m. Bdz. u. Kz. (mit Haube) | Granata HE, doppia spoletta anteriore e posteriore con cappuccio balistico | 284 kg | 22,9             | 740 m/s              | 27.750   |